# Liste der Baudenkmäler in Warendorf-Einen
Die Liste der Baudenkmäler in Warendorf-Einen enthält die denkmalgeschützten Bauwerke auf dem Gebiet von Warendorf-Einen in Nordrhein-Westfalen (Stand: März 2023). Diese Baudenkmäler sind in der Denkmalliste der Stadt Warendorf eingetragen; Grundlage für die Aufnahme ist das Denkmalschutzgesetz Nordrhein-Westfalen (DSchG NRW).

| Bild              | Bezeichnung          | Lage                                  | Beschreibung | Bauzeit | Eingetragen seit | Denkmal- nummer |
| ----------------- | -------------------- | ------------------------------------- | ------------ | ------- | ---------------- | --------------- |
|                   | Wohnhaus und Scheune | Einen Einener Dorfbauerschaft 1       |              |         |                  | 46              |
|                   | Werkstatt            | Einen Bartholomäusstraße 37           |              |         |                  | 65              |
|                   | Hofkapelle           | Einen Einener Dorfbauerschaft 14      |              |         |                  | 164             |
| Kath. Pfarrkirche | Kath. Pfarrkirche    | Einen Bartholomäusstraße 19 Karte     |              |         |                  | 303             |
| weitere Bilder    | Kapelle              | Einen Einener Dorfbauerschaft 2 Karte |              |         |                  | 349             |
|                   | Bildstock            | Einen Einener Dorfbauerschaft 14      |              |         |                  | 350             |
|                   | Wegekreuz            | Einen Einener Dorfbauerschaft 18      |              |         |                  | 374             |
|                   | Bauernhaus           | Einen Einener Dorfbauerschaft 27      |              |         |                  | 436             |
|                   | Bauernhaus           | Einen Einener Dorfbauerschaft 2       |              |         |                  | 469             |
|                   | Backspeicher         | Einen Einener Dorfbauerschaft 11      |              |         |                  | 474             |
|                   | Bildstock            | Einen Einener Dorfbauerschaft 27      |              |         |                  | 494             |

## Belege
1. ↑  Denkmalliste der Stadt Warendorf, Stand März 2023